# Brochøya
Brochøya est une île au large de la côte nord de la Terre du Nord-Est  au Svalbard.

## Géographie
Située à l'ouest de Foynøya, l'île fait partie de la Terre d'Orvin. Elle est incluse dans la réserve naturelle de Nordaust-Svalbard.

## Histoire
Elle a été nommée en l'honneur du physicien Ole Jacob Broch.